# ایبیل
ایبیل (انگلیسی: Ebel) شرکت ساعت‌سازی سوئیسی است، که در سال ۱۹۱۱ توسط یوژن بلوم تأسیس شد.

## منابع

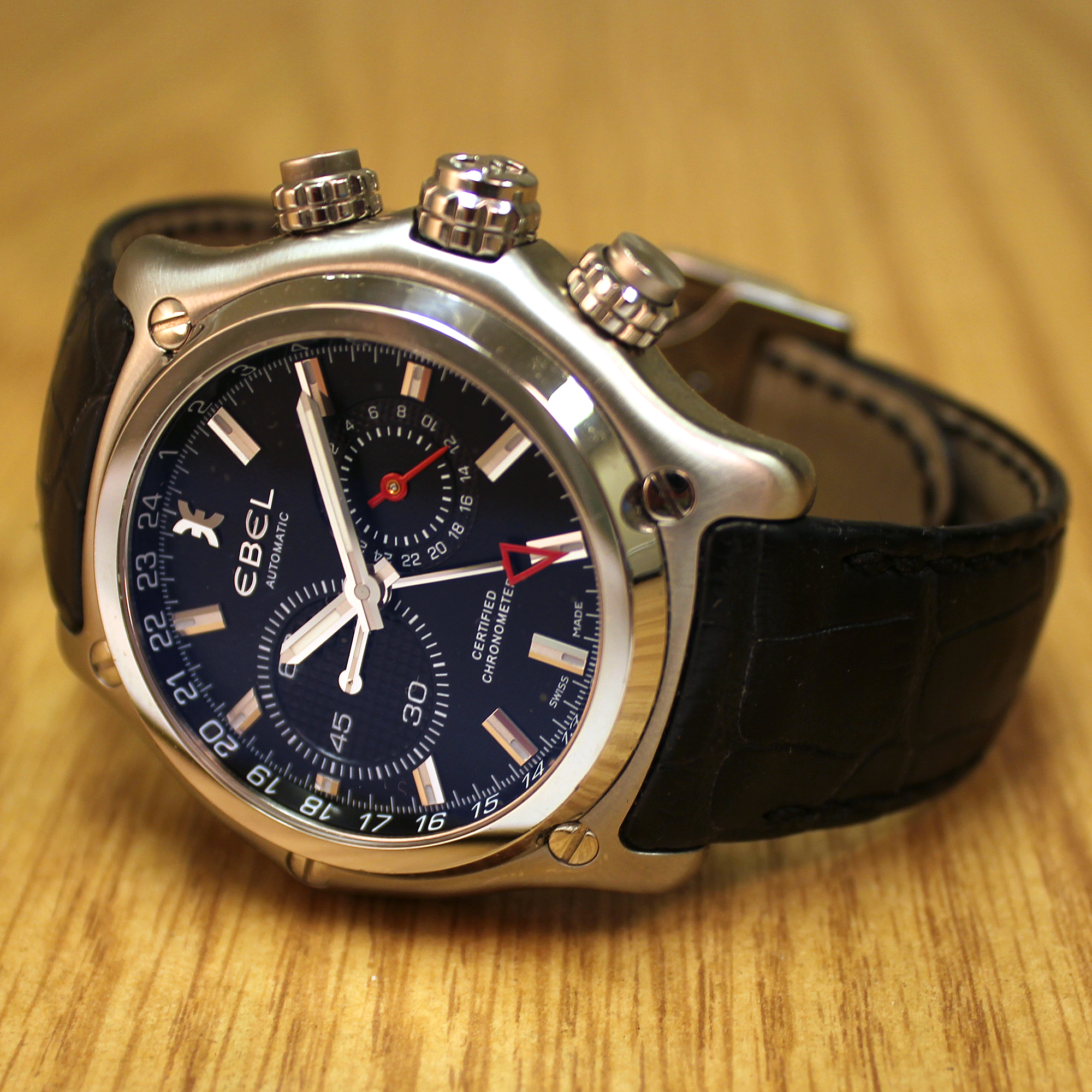
Ebel 1911 ref. E9240L70